# České dráhy
 For alternative betydninger, se Cd (flertydig). (Se også artikler, som begynder med Cd)
České dráhy eller forkortet ČD er Tjekkiets statslige jernbaneselskab.